# برش گزینشی

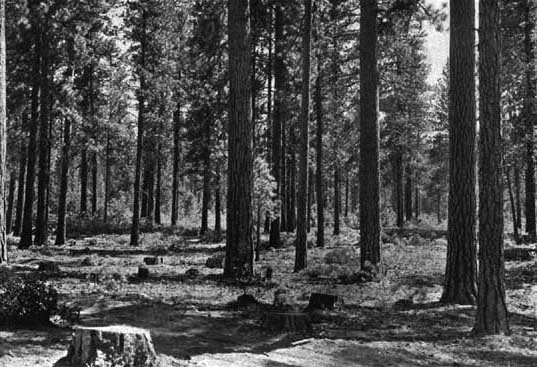
نتایج برش گزینشی کاج پوندروسا

برش گزینشی  (به انگلیسی: Selection cutting)، که همچنین به عنوان سیستم گزینشی (selection system) شناخته می‌شود، عمل جنگل‌ورزی برداشت درختان به روشی است که یک توده جنگلی را به سوی یک وضعیت ناهموار یا «تمام سن» یا «ساختار» حرکت می‌دهد. با استفاده از مدل‌های کاربرد درختان ذخیره که از مطالعه جنگل‌های کهن‌رشد به دست می‌آیند، برش گزینشی، که به آن «سیستم گزینشی» یا «جنگل‌کاری گزینشی» نیز گفته می‌شود، استقرار، ادامه رشد و برداشت نهایی چندین رده سنی (معمولاً سه، اما گاهی ۵ یا حتی ۱۰ ساله از درختان در یک جایگاه نیز امکان‌پذیر است) را مدیریت می‌کند. یک رویکرد نزدیک به مدیریت جنگل، جنگل پوشش پیوسته (CCF) است، که از سیستم‌های گزینشی برای دستیابی به ساختار توده نامنظم همیشگی استفاده می‌کند.